# El Molinón
Estadio Municipal El Molinón is een voetbalstadion in Gijón, Spanje. Vaste bespeler van het stadion is Sporting Gijón, dat uitkomt in de Segunda División A . De club heeft het stadion sinds 1915 als thuisbasis. El Molinón was een van de stadions die gebruikt werden voor de WK voetbal in 1982. Hier vond het zogeheten "bedrog van Gijón" plaats.

## Geschiedenis
De eerste officiële wedstrijd die werd gespeeld in El Molinón, vond plaats op 22 april 1917 tussen Sporting Gijón en Arenas Club de Getxo. In 1920 werd hier de finale om de Copa del Rey tussen FC Barcelona en Athletic Bilbao gespeeld. De eerste avondwedstrijd werd gespeeld in 1968 toen er vier lichtmasten werden geïnstalleerd. El Molinón werd het eerste stadion in Spanje dat geheel overdekt was. Vanwege veiligheidseisen van de UEFA en FIFA moesten alle staantribunes in 1998 verdwijnen. Daarom werd de capaciteit van 42.000 teruggebracht tot 25.885. Tegenwoordig biedt het stadion plaats aan 30.000 toeschouwers.
Naast voetbalwedstrijden vinden er in het stadion ook popconcerten plaats. Bon Jovi, Paul McCartney, The Rolling Stones, Bruce Springsteen, Sting, Tina Turner en vele anderen traden op in El Molinón.

## Interlands
Het Spaans voetbalelftal speelde elf interlands in El Molinón en verloor nog nooit een wedstrijd in dit stadion.
| 1  | 22 april 1928     | Spanje – Italië             | 1 – 1 | Vriendschappelijk         | 20.000 |
| 2  | 29 maart 1978     | Spanje – Noorwegen          | 3 – 0 | Vriendschappelijk         | 25.000 |
| 3  | 16 april 1980     | Spanje – Tsjecho-Slowakije  | 2 – 2 | Vriendschappelijk         | 25.000 |
| 4  | 16 juni 1982      | Algerije – West-Duitsland   | 2 – 1 | WK 1982 1e Groepsfase (B) | 42.000 |
| 5  | 20 juni 1982      | Chili – West-Duitsland      | 1 – 4 | WK 1982 1e Groepsfase (B) | 30.000 |
| 6  | 25 juni 1982      | Oostenrijk – West-Duitsland | 0 – 1 | WK 1982 1e Groepsfase (B) | 41.000 |
| 7  | 24 september 1986 | Spanje – Griekenland        | 3 – 1 | Vriendschappelijk         | 17.500 |
| 8  | 12 september 1990 | Spanje – Brazilië           | 3 – 0 | Vriendschappelijk         | 42.000 |
| 9  | 11 oktober 1997   | Spanje – Faeröer            | 3 – 1 | WK 1998 kwalificatie      | 10.000 |
| 10 | 31 maart 2004     | Spanje – Denemarken         | 2 – 0 | Vriendschappelijk         | 18.600 |
| 11 | 17 augustus 2005  | Spanje – Uruguay            | 2 – 0 | Vriendschappelijk         | 23.348 |
| 12 | 22 maart 2013     | Spanje – Finland            | 1 – 1 | WK 2014 kwalificatie      | 27.637 |
| 13 | 24 maart 2017     | Spanje – Israël             | 4 – 1 | WK 2018 kwalificatie      | 20.321 |
| 14 | 8 september 2019  | Spanje – Faeröer            | 4 – 0 | EK 2020 kwalificatie      | 23.644 |

Santiago Bernabeu (Madrid) · Vicente Calderón (Madrid) · Camp Nou (Barcelona) · Sarrià (Barcelona) · Balaídos (Vigo) · Riazor (A Coruña) · El Molinón (Gijón) · Carlos Tartiere (Oviedo) · Nuevo (Elche) · José Rico Pérez (Alicante) · San Mamés (Bilbao) · José Zorrilla (Valladolid) · Luis Casanova (Valencia) · La Romareda (Zaragoza) · Ramón Sánchez Pizjuán (Sevilla) · Benito Villamarín (Sevilla) ·  La Rosaleda (Málaga)
Anoeta (Real Sociedad) ·
Balaídos (Celta de Vigo) ·
Benito Villamarín (Real Betis) ·
Olympisch Stadion Lluís Companys (FC Barcelona) ·
De la Cerámica (Villarreal CF) ·
Ciutat de València (Levante UD) ·
Coliseum Alfonso Pérez (Getafe CF) ·
El Sadar (CA Osasuna) ·
Martínez Valero (Elche CF) ·
Mendizorrotza (Deportivo Alavés) ·
Mestalla (Valencia CF) ·
Nuevo Los Cármenes (Granada CF) ·
Ramón de Carranza (Cádiz CF) ·
Ramón Sánchez Pizjuán (Sevilla FC) ·
RCDE Stadium (RCD Espanyol) ·
San Mamés (Athletic Bilbao) ·
Santiago Bernabéu (Real Madrid CF) ·
Vallecas (Rayo Vallecano) ·
Visit Mallorca Estadi (RCD Mallorca) ·
Estadio Wanda Metropolitano (Atlético Madrid)
Anduva (CD Mirandés) ·
Anxo Carro (CD Lugo) ·
Butarque (CD Leganés) ·
Can Misses (UD Ibiza) ·
Estadio Carlos Tartiere (Real Oviedo) ·
Cartagonova (FC Cartagena) ·
El Alcoraz (SD Huesca) ·
El Molinón (Sporting Gijón) ·
El Plantío (Burgos CF) ·
El Toralín (SD Ponferradina) ·
Fernando Torres (CF Fuenlabrada) ·
Gran Canaria (UD Las Palmas) ·
Heliodoro Rodríguez López (CD Tenerife) ·
Ipurua (SD Eibar) ·
José Luis Orbegozo (Real Sociedad B) ·
José Zorrilla (Real Valladolid) ·
Juegos Mediterráneos (UD Almería) ·
La Romareda (Real Zaragoza) ·
La Rosaleda (Málaga CF) ·
Montilivi (Girona FC) ·
Santo Domingo (AD Alcorcón) ·
Urritxe (SD Amorebieta)